# Dance battle

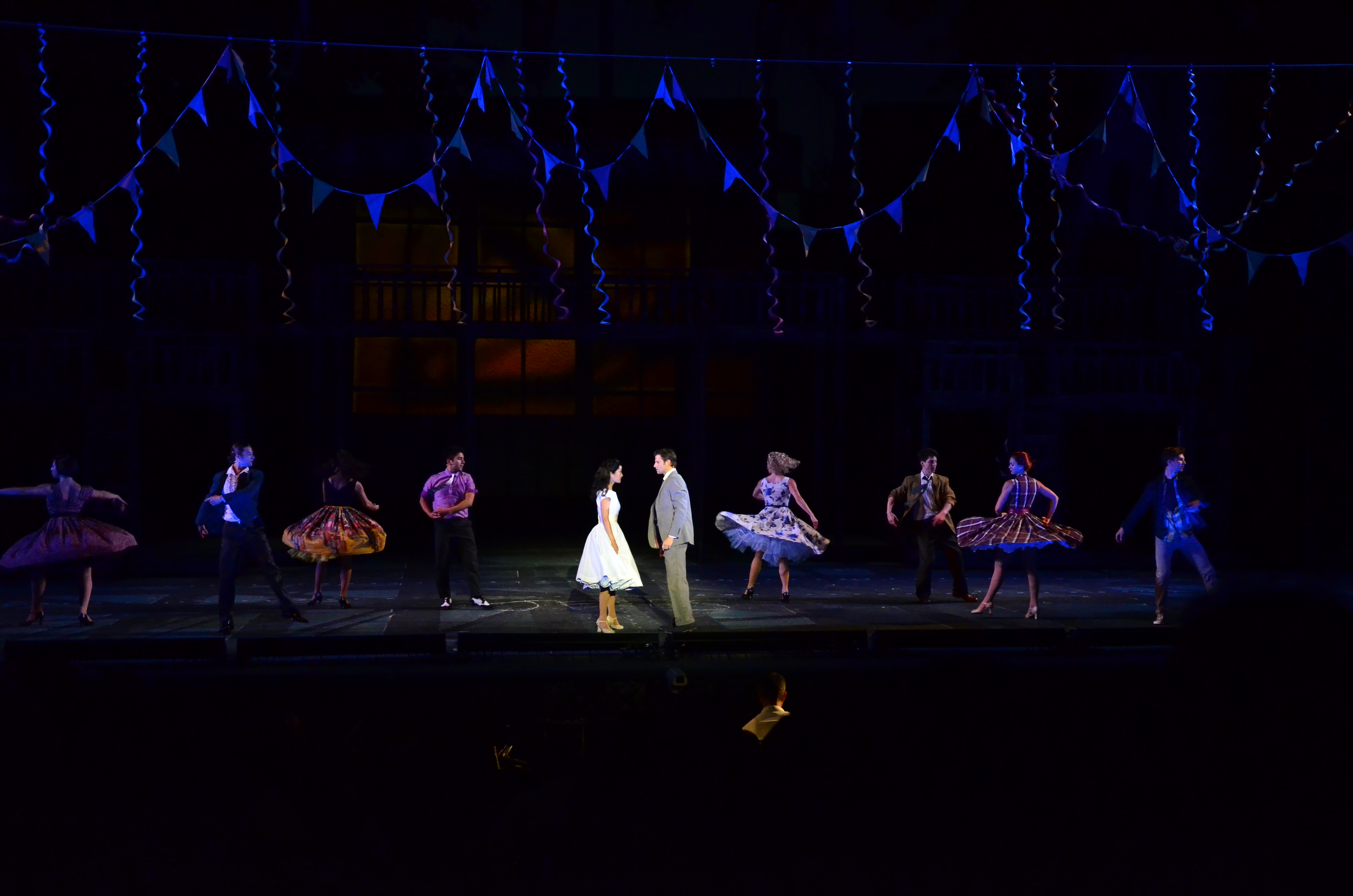
Detta är en episk dance battle mellan huvudpersonerna i "West Side Story at The Muny". Såhär är det vanligt att en dance battle ser ut.

Dance battle är ett ord med engelskt ursprung. Det innebär att en eller flera personer tävlar mot varandra i dans.

## Historia
Dance battles framkom först under 1970-talet i Amerika som ett sätt för individer att koppla loss och ha kul, men också för att bevisa sig själv framför sina medmänniskor och gäng.
Dessa dance battles användes också för att lösa konflikter mellan olika gäng, istället för att använda våld.